# Onychognathus
Onychognathus este un gen de grauri, cei mai mulți trăind în Africa.
Toate speciile sunt destul de asemănătoare și se caracterizează prin pene primare rufonice ale aripilor, foarte evidente în zbor. Masculii sunt de obicei de culoare negru lucios, iar femelele au capul cenușiu (uneori închis la culoare, în funcție de specie).
Genul a fost introdus de medicul și ornitologul german Gustav Hartlaub în 1849, având ca specie tip graurul cu aripi castanii. Numele Onychognathus combină cuvintele grecești antice onukhos „gheară” sau „unghie” și gnathos „maxilar”.
Genul conține 11 specii.
- Graur cu aripi roșii, Onychognathus morio
- Graur cu cioc subțire, Onychognathus tenuirostris
- Graur cu aripi castanii, Onychognathus fulgidus
- Graurul lui Waller, Onychognathus walleri
- Graur somalez, Onychognathus blythii
- Graur de Socotra, Onychognathus frater
- Graurul lui Tristram, Onychognathus tristramii
- Graur cu aripi palide, Onychognathus nabouroup
- Graur moțat, Onychognathus salvadorii
- Graur cu cioc alb, Onychognathus albirostris
- Graurul lui Neumann, Onychognathus neumanni